# Визит (фильм, 1964)
«Визит» (англ. The Visit, нем. Der Besuch) — американский чёрно-белый кинофильм режиссёра Бернхарда Викки, вышедший в 1964 году. Экранизация пьесы швейцарского немецкоязычного драматурга Фридриха Дюрренматта «Визит старой дамы».

## Сюжет
Мадам Цаханассьян («Мадам Нефть»), унаследовавшая состояние от своего мужа, владельца 5 % мировых запасов нефти, возвращается в свой родной город Гюллен. Пышная встреча, обед в честь вернувшейся уроженки Гюллена… При этом город является банкротом. Вся промышленность скуплена и остановлена. Местные жители живут исключительно в долг. Как выясняется, скупила всё Карла Цаханассьян.
Цель её возвращения — восстановление юридической справедливости. Двадцать лет, три месяца и два дня тому назад с помощью лжесвидетелей Серж Миллер отрёкся от отцовства ребёнка Карлы, после чего та была изгнана из города и вынуждена была заниматься проституцией.
Карла делает предложение городу — два миллиона: один — городу, второй — поровну каждому жителю Гюллена. В обмен — смертный приговор Сержу Миллеру. Мэр решительно отказывается, однако уже со следующего дня начинается работа по выполнению условия миллионерши: местная газета устраивает обсуждение по возобновлению смертной казни, и, в конце концов, выносят приговор.
Приговор вынесен, Карла раздала обещанные чеки, после чего уточнила, был ли хотя бы один проголосовавший «против». Таковых не нашлось. Карла удовлетворяет своё самолюбие, после чего обвиняет всех присутствующих в продажности и требует не уничтожать Миллера. Она хочет, чтобы Миллер продолжал жить среди гюлленцев, «если тебя казнят — ты умрёшь маленьким героем, я не хочу этого».

## Отличия от оригинальной пьесы
- изменены имена главных героев: в фильме главную героиню зовут Карла Векслер Цаханассьян (в оригинале Клара Вешер Цаханассьян), а главного героя Серж Миллер (в оригинале Альфред Илл);
- действие в фильме происходит через двадцать лет после отъезда главной героини, в пьесе — через сорок пять;
- в фильме отсутствует сюжетная линия с многочисленными браками мадам Цаханассьян;
- сюжетная линия Ани и Добрика в оригинальной пьесе отсутствует;
- развязки фильма и пьесы принципиально отличны друг от друга.

## В ролях
- Ингрид Бергман — Карла Цаханассьян (в девичестве Векслер), миллионерша
- Энтони Куинн — Серж Миллер, владелец лавки
- Паоло Стоппа — доктор
- Ромоло Валли — городской художник
- Клод Дофен — Бардик, судья
- Жак Дюфило — Фиш
- Ханс Кристиан Блех — капитан Добрик
- Рихард Мюнх — учитель
- Эрнст Шрёдер
- Леонард Штекель — мэр
- Валентина Кортезе — Матильда Миллер (в девичестве Ковач), жена Сержа Миллера
- Ирина Демик — Аня

### В эпизодах
- Силла Беттини
- Эдуардо Чаннелли — трактирщик
- Марко Гульельми — Ческо
- Фаусто Тоцци
- Инна Алексеевна
- Мария Бадмаев
- Эрмелинда ДеФеличе
- Густаво Де Нардо — станционный смотритель
- Игнацио Леоне
- Джанни Ди Бенедетто
- Марианна Лейбль
- Джанкарло Лолли
- Лелио Луттацци
- Данте Маджио — Джозеф Кадек
- Тиберио Митри
- Линда Моретти
- Ренцо Пальмер — проводник
- Умберто Рахо
- Карло Реали
- Марчелла Ровена — жена мэра
- Giorgio Sciommer — парикмахер

## Съёмочная группа
- Автор сценария: Бен Барзмен
- Режиссёр: Бернхард Викки
- Оператор: Армандо Наннуцци
- Художники:
  - Леон Барсак
  - Рене Юбер
  - Нина Риччи
- Художник по костюмам: Рене Юбер
- Композиторы:
  - Ганс-Мартин Маевски
  - Ричард Арнелл
- Продюсеры:
  - Жюльен Дерод
  - Энтони Куинн

## Награды и номинации
| Год  | Премия                 | Категория                                                    | Лауреаты и номинанты | Результаты |
| ---- | ---------------------- | ------------------------------------------------------------ | -------------------- | ---------- |
| 1964 | Каннский кинофестиваль | Гран-при                                                     |                      | Номинация  |
| 1965 | Оскар                  | Премия «Оскар» за лучший дизайн костюмов (Чёрно-белый фильм) | Рене Юбер            | Номинация  |